# M/Y Plurr
M/Y Plurr är en fritidsmotorbåt från 1905, som kan vara den äldsta bevarade fritidsmotorbåten i Sverige.
Plurr byggdes i mahogny och furu 1905 på Reversators varv på Ramsö. Hon är konstruerad av C.G. Pettersson, som då arbetade för Reversator, och är sedan 2016 en museibåt nästan i originalskick, efter att ha skänkts till Sjöhistoriska museet i Stockholm av Carl-Erik Arcini (född 1926). Han och hans far köpte Plurr 1945, efter att hon tjänstgjort i Svenska marinen under andra världskriget.
Hon förvaltas och vårdas av Heleneborgs båtklubb i Pålsundet i Stockholm.

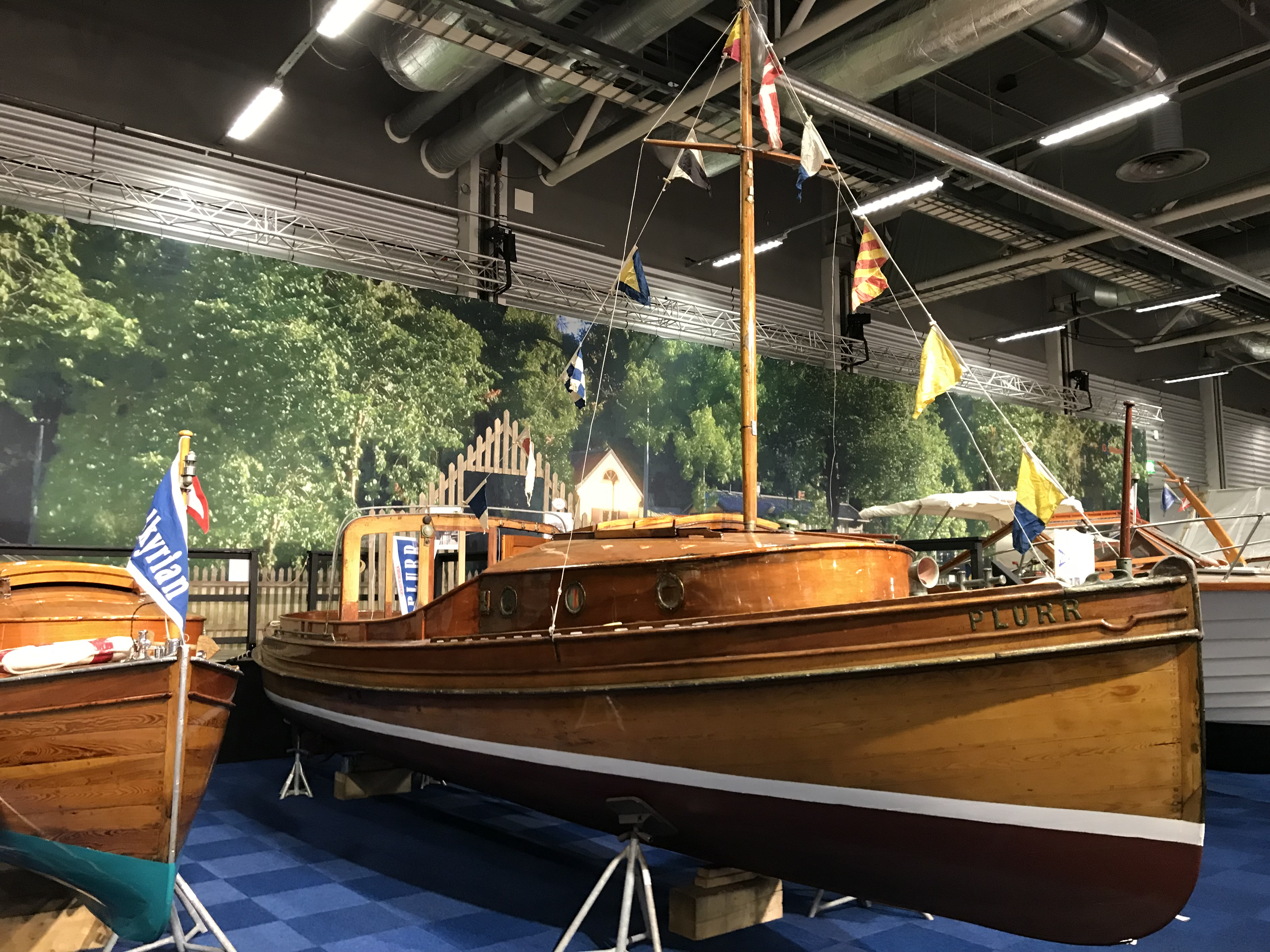
M/Y Plurr på båtmässan Allt för sjön 2019.